# Hợp tác kinh doanh
Hợp tác kinh doanh là sự phát triển của các mối quan hệ chiến lược, thành công, lâu dài giữa khách hàng và nhà cung cấp, dựa trên việc đạt được thông lệ tốt nhất và lợi thế cạnh tranh bền vững.  Trong mô hình đối tác kinh doanh, các chuyên gia nhân sự làm việc chặt chẽ với các nhà lãnh đạo doanh nghiệp và quản lý trực tuyến để đạt được các mục tiêu tổ chức chung.  Trong thực tế, mô hình đối tác kinh doanh có thể được mở rộng để bao gồm các thành viên của bất kỳ chức năng kinh doanh nào, ví dụ: Tài chính, CNTT, Nhân sự, Pháp lý, Quan hệ đối ngoại, đóng vai trò là người kết nối, liên kết chức năng của họ với các đơn vị kinh doanh để đảm bảo rằng hoặc chức năng, chuyên môn họ phải cung cấp được đặt trong mối quan tâm thực sự và hiện tại của doanh nghiệp để tạo ra giá trị.

## Sứ mệnh
Nhiệm vụ hợp tác kinh doanh và các khía cạnh quan trọng của ngành học đã được phát triển gần đây trong lĩnh vực du lịch.  Nhiệm vụ hợp tác kinh doanh (cho du lịch) bao gồm "tạo ra, tổ chức, phát triển và thực thi hợp tác (ngắn hạn), chiến thuật (trung hạn) và quan hệ đối tác chiến lược (dài hạn)" (Droli, 2007).  "Hợp tác là quá trình hai hoặc nhiều thực thể tạo ra các giải pháp hiệp đồng cho các thách thức của họ." 

## Ví dụ
Bán chung (Joint selling) là một ví dụ về hợp tác hoạt động.  Chia sẻ thông tin tài khoản bán lại hoặc "tích hợp chuỗi giá trị" (Child, Faulkner, 1998) là những ví dụ về các sáng kiến hợp tác chiến thuật.  Phát triển sản phẩm chung là một hoạt động hợp tác chiến lược điển hình.  Thỏa thuận hợp tác thường được sử dụng trong các loại quan hệ đối tác khác nhau.
Một ví dụ là hợp tác chiến lược trong lĩnh vực hàng không được Bộ Quốc phòng và AgustaWestland kết hợp với nhau.    Cả hai đối tác chia sẻ một mục tiêu chung đã thống nhất để cải thiện các dịch vụ trực thăng và hỗ trợ cho tiền tuyến.  MOD cũng mong muốn cung cấp giá trị tiền tốt nhất cho người nộp thuế trong khi AgustaWestland tìm cách cung cấp lợi nhuận tốt nhất cho các cổ đông của mình thông qua dòng thu nhập dài hạn, ổn định.

## Lợi ích
Giảm chi phí chung: hợp tác kinh doanh có thể rẻ hơn và linh hoạt hơn so với sáp nhập hoặc mua lại và có thể được sử dụng khi sáp nhập hoặc mua lại không khả thi.
Hợp tác kinh doanh làm tăng "lợi thế cạnh tranh" (Porter, 1985).  Lợi ích trực tiếp của việc hợp tác kinh doanh bao gồm lợi thế cạnh tranh lớn hơn thông qua hợp tác (lợi thế hợp tác) và thậm chí là cơ hội tốt hơn về doanh thu, nghề nghiệp và đầu tư trong lĩnh vực ứng dụng.
Hợp tác kinh doanh tạo ra một sự đoàn kết dựa trên truyền thống hoặc "hữu cơ", mà là một hình thức hợp lý của "đoàn kết cơ học" (Durkheim, 1893).  Hợp tác có một cách tiếp cận mới để đạt được mục tiêu kinh doanh.  Nó thay thế mô hình nhà cung cấp khách hàng truyền thống bằng cách tiếp cận hợp tác để đạt được mục tiêu chung; điều này có thể là để xây dựng một bệnh viện, cải thiện hợp đồng dịch vụ hiện có hoặc khởi động một chương trình làm việc hoàn toàn mới.  Về cơ bản, các Đối tác làm việc cùng nhau để đạt được mục tiêu chung đã thỏa thuận trong khi mỗi người tham gia vẫn có thể giữ các lý do khác nhau để đạt được mục tiêu chung đó.

## Hình thành hợp tác kinh doanh
Các công ty thường cần thiết lập quan hệ đối tác với các công ty khác để cho phép mô hình kinh doanh của họ (Teece, 2010).  Để trở nên hấp dẫn đối với các doanh nghiệp khác, các công ty cần phải sắp xếp các tính năng bên trong của họ, chẳng hạn như phong cách quản lý và sản phẩm với tình hình thị trường.  Trong nghiên cứu năm 2013 của họ, Kask và Linton phát triển hai hồ sơ lý tưởng, còn được gọi là cấu hình hoặc nguyên mẫu, để khởi nghiệp thương mại hóa các phát minh.  Hồ sơ Người thừa kế yêu cầu phong cách quản lý không quá kinh doanh (bảo thủ hơn) và người khởi nghiệp nên có một phát minh gia tăng (xây dựng theo tiêu chuẩn trước đó).  Hồ sơ này được đặt ra để thành công hơn (trong việc tìm kiếm đối tác kinh doanh) trong một thị trường có thiết kế vượt trội (một tiêu chuẩn rõ ràng được áp dụng trong thị trường này).  Ngược lại với hồ sơ này là Originator có phong cách quản lý mang tính doanh nhân cao và có một phát minh cấp tiến (tiêu chuẩn hoàn toàn mới).  Hồ sơ này được đặt ra để thành công hơn (trong việc tìm kiếm đối tác kinh doanh) trong một thị trường không có thiết kế chi phối (tiêu chuẩn được thiết lập).  Các công ty mới thành lập nên liên kết với một trong những hồ sơ khi thương mại hóa một phát minh để có thể tìm thấy và hấp dẫn đối tác kinh doanh.  Bằng cách tìm kiếm một đối tác kinh doanh, một công ty khởi nghiệp sẽ có nhiều cơ hội thành công hơn (Kask & Linton, 2013).

## Hợp tác kinh doanh tài chính
Thuật ngữ hợp tác kinh doanh tài chính được sử dụng để mô tả các giám đốc tài chính làm việc cùng với các bộ phận kinh doanh khác nhau bao gồm hoạt động, nhân sự, bán hàng và tiếp thị, trong số những người khác, cung cấp thông tin tài chính, công cụ, phân tích và hiểu biết, cho phép các công ty đưa ra quyết định sáng suốt hơn trong khi thúc đẩy kinh doanh chiến lược.  Mặc dù hợp tác kinh doanh tài chính đã xuất hiện trong nhiều năm, nó đã có tầm quan trọng ngày càng tăng, đặc biệt là sau hậu quả của cuộc khủng hoảng tài chính năm 2007-2008.
Theo nghiên cứu được thực hiện bởi Robert Half UK, 81% các công ty của Anh đang tìm cách hình thành mối quan hệ đối tác mạnh mẽ hơn giữa bộ phận tài chính và các bộ phận khác của doanh nghiệp.  Matthew Maloney, giám đốc tài chính của công ty ngoại hối Moneycorp, báo cáo rằng những nỗ lực để hợp nhất đội ngũ tài chính chặt chẽ hơn vào việc kinh doanh đã mang lại kết quả.